# Richard Blome
Richard Blome (keresztelője: London, St. Anne's, Blackfriars, 1635. július 10. – London, 1705. május 7. és október 22. között), angol térképész, nyomdász, heraldikus. Jacob Bloome nyomdász, a Stationers' Company tagja, és felesége, Mary fia. (Jacob és apja, Menasses, aki szintén a Stationers' Company tagja volt,  nevét Bloome alakban írta, míg Richard következetes módon a Blome változatot használta.).
Richard Blome több területen fejtett ki jelentős tevékenységet, de elsősorban mint kartográfus és rézmetsző ismert. Legtöbb műve heraldikai és földrajztudományi tárgyú volt. 
Felszabadulása után a Stationers' Company 1600. augusztus 6-án vette fel tagjai sorába (melynek jegyzékében a neve Bloome alakban szerepel). Pályáját mint címerfestő kezdte és nagy gyakorlatot szerzett a temetési címerek és más szomorú eseményekre készített címerek festésében.

## Élete

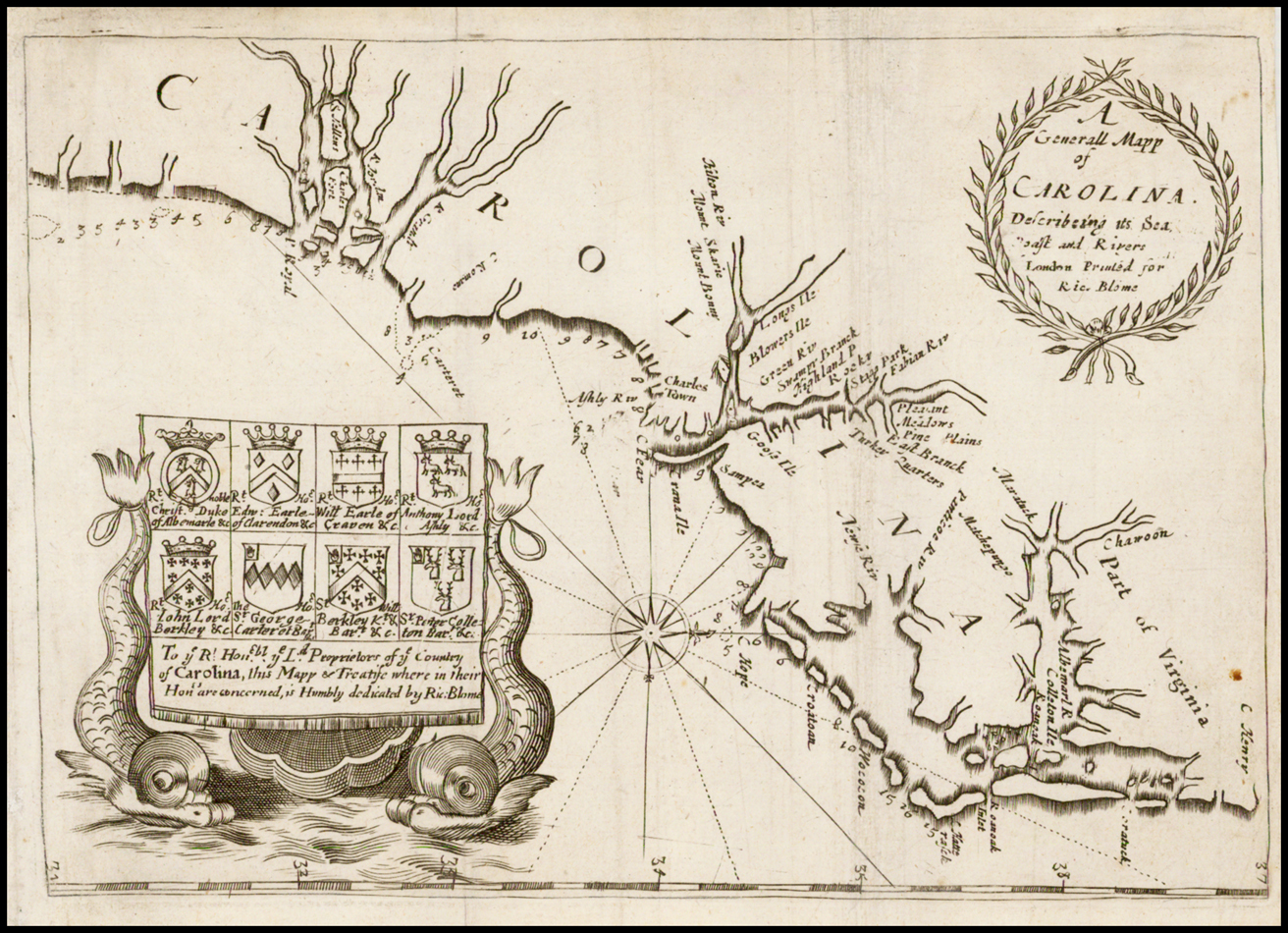
Carolina térképe

1663-ban bukkan fel először mint önálló üzletember. Londonban 1668 és 1679 közt saját üzlete volt, ahol a könyveit árulta. Kiadványainak finanszírozására az elsők között alkalmazta az előfizetők toborzásának módszerét, akik az összeg egy részét előre, a többit a kézbesítés után fizették ki. Ennek fejében a címerük a térképek szélén került elhelyezésre és a szövegben méltató megjegyzést is kaptak. Az újabb kiadásoknál lehetőség volt az előfizetés megújítására. Amennyiben erre nem került sor az adott személy címerét eltávolította a térképről. 1667-ben az angol grófságok kis atlaszán dolgozott, de a réztáblákat más kiadónak adta át. Ehelyett figyelmét a Britanniára, a grófságok nagyobb méretű atlaszára összpontosította, mely 1673-ban jelent meg. Közben Jamaica térképét is elkészítette. Következő műve a Speed's Maps Epitomiz'd volt, de ezt valószínűleg nem tartotta elég sikeresnek, mert a kiadás jogát 1671 körül más nyomdászoknak adta át, amit elárul a rosszabb minőségű metszetek és az eltérő címerek használata. Blome maga az 1685-ös és 1693-as kiadásokban vett részt újra.
Az 1680-as években a térképek helyett az illusztrált könyvek kiadása felé fordult. Ekkor jelent meg például The Gentleman's Recreation (1696) című műve, mely a szabad művészetek és a tudományok művelésével foglalkozik és az angol szabadtéri sportok néhány legkorábbi illusztrációit, Nicholas Coxe és más neves grafikusok metszeteit is tartalmazza. An Entire Body of Philosophy (1694) címen lefordította Anthony le Grand Institutio philosophiae című művét, mely démonológiai témákkal és más okkult kuriózumokkal foglalkozik. Blome bibliai témákról is írt. 1688 és 1690 kötött az Ótestamentum kétkötetes illusztrált változatának kiadásával foglalkozott. Utolsó kartográfiai vállalkozása 1695. november 30-án szerepel a Stationers' Company nyilvántartásaiban.

## Munkásásága
Britannia című művéről egyes kortársai azt állították, hogy az egyszerűen csak Camden Britannia című művének és Speed térképeinek a másolata. 1684-ben jelent meg Essay to Heraldry című heraldikai műve, melynek új kiadása a The Art Of Heraldry (1685) címet kapta. (260 lap indexel, átfogó, kisméretű mű, 6 inch, hogy elférhessen egy gentleman zsebében.)  A szöveg és a metszetek ugyanazok maradtak, de az újrametszett címlapon szerepelt az "and according to the excellent method of Guillim’s Heraldry” formula, mellyel a szerző John Guillim módszerének alkalmazását hirdeti. Ebből egyes mai kritikusok azt a következtetést vonták le, hogy Blome művének értéke másodlagos Guilliméhez képest és Blome egyszerűen csak Guillimtől vette át az ismereteit, noha a szöveg és Guillim között nincs egyezés, de a szerző többször hivatkozik Guillimre. Blome műveit Bernd is felsorolja a heraldikai források között.

## Művei
- A Geographical Description Of The Four Parts Of The World… London: Printed By T.N. For R. Blome… And For Convenience Are Also Sold By Nath. Brooks… Edw. Brewster… And Tho. Basset 1670. (Nicolas Sanson, francia geográfus és térképész  1658-as Cartes Generales de toutes les Parties du Monde című művének másolata)
- Blome, Richard : Britannia: or, A Geographical Description of the Kingdoms of England, Scotland, and Ireland, with the Isles and Terrotories thereto belonging. And for the better perfecting of the said work, there is added an Alphabetical Table of the Names, Titles and Seats of the Nobility and Gentry that each County of England and Wales is, or lately was, enobled with. Illustrated with a Map of each County of England besides several general ones The like never before published London,  1673. Printed by Tho Ryecroft for the Undertaker Richard Blome MDCLXXIII (24 metszettel ellátott lap, összesen 806 címerrel)
- A Description Of The Island Of Jamaica, London, 1672
- The History Of The Old Testament… Translated From The Works Of The Learned Le Sieur De Royaumont By Mr. John Coughen, Master Of Arts And Supervised By Dr. Anthony Horneck, And Other Orthodox Divines…, (Samuel Roycrof nyomta Blome számára. Öt térképet és tervrajzot, valamint 238 táblát tartalmaz, melyek közül sokat Johannes Kip metszett.)
- Cosmography and Geography (1682) (Tartalmazza Varenius Geographia generalis című művének fordítását.)
- An essay to heraldry; in two parts. The first containing (in a consise but methodological method, by rules and explanations of bearings) the body of heraldry: the second, honour civil and military; being a treatise of the nobility and gentry of England, their privileges, dignities etc. According to the laws and customs of our realm. The whole illustrated with variety of apt and proper sculptures for the better explanation thereof. (By Richard Blome) Lond. printed by T. B. for Rich. Blome. 1684 [Valószínűleg először használja a metodológia kifejezést a heraldikában.]